# Constance Mayer
Marie Françoise Constance Mayer La Martinière (nascida em 9 de março de 17741 em Chauny e falecida em 26 de maio de 1821 em Paris) é uma pintora francesa.
Estudante e colaboradora de Pierre-Paul Prud'hon, a quem foram atribuídas algumas das suas obras, expôs desde a Revolução Francesa até à Restauração.

## Biografia

### O Caso Mayer
Enquanto esteve quinze anos no ateliê, treinada por Joseph-Benoît Suvée e Jean-Baptiste Greuze, tendo aparecido regularmente nos Salões parisienses desde 1791, Constance Mayer apareceu publicamente no Salão de Pintura de 1808 como “aluna” de Pierre-Paul Prud'hon conforme indicado no catálogo e continuou a ser considerada como tal pela crítica e pela historiografia até sua morte em 1821. As convenções a impediram de se libertar desse status que a manteve à sombra de Prud'hon aos olhos da opinião pública. Mais do que a aluna diligente de Pierre-Paul Prud'hon, ela é sua amante, trabalhando regularmente ao lado dele e para si mesma, desde 1803 e procurando manter as aparências sobre a natureza de suas relações, chamando-o publicamente de “Monsieur” e ele, “ Mademoiselle”, porque era casado e pai de uma família numerosa, e o adultério era muito mal julgado no Império.